# Aguas Calientes (Peru)
Aguas Calientes, także Machu Picchu pueblo – miejscowość w Peru, w departamencie Cuzco, w prowincji Urubamba, siedziba administracyjna dystryktu Machupicchu. Leży w pobliżu starożytnego Machu Picchu na wysokości 2040 m n.p.m..
Miejscowość została założona w 1901 roku, w czasie budowy linii kolejowej z Cuzco. Pierwotnie nosiła nazwę Maquinachayoq.